# Майер, Генрих (унтер-офицер СС)
Генрих Майер (нем. Heinrich Meier; 27 декабря 1910, Падерборн, Германская империя — 9 марта 1989, Падерборн, ФРГ) — гауптшарфюрер СС и блокфюрер в концлагере Заксенхаузен.

## Биография
Генрих Майер родился 27 декабря 1910 года в семье рабочего Вильгельма Майера. С 1917 по 1925 года посещал католическую народную школу в Падерборне. С 1925 по 1929 год учился на шорника. После сдачи экзамена на звание подмастерья Майер ещё год работал на учебном предприятии, пока не был уволен в марте 1930 года. В последующие четыре года был безработным.
В 1934 году был зачислен в ряды СС. В апреле 1935 поступил в штандарт СС «Бранденбург», который нёс охранную службу в концлагере Колумбия. В конце 1936 года поступил на службу в концлагерь Заксенхаузен и 1 августа 1937 года был переведён в комендатуру лагеря в отдел по прохождению цензуры корреспонденции. В 1939 году стал блокфюрером. Бывший заключенный позже свидетельствовал, что Майер давал заключенным остатки пищи эсэсовцев и «вел себя по-человечески, в отличие от других блокфюреров».
В июне 1941 года отправил по меньшей мере 95 заключенных как непригодных для работ в центр уничтожения Пирна-Зонненштайн, где они были уничтожены с помощью газа. Осенью 1941 года участвовал в массовом убийстве 10 000 советских военнопленных. Летом 1942 года был отправлен в Киев вместе с командой заключенных, которые должны были открывать захваченные припасы. После возвращения в Заксенхаузен весной 1943 года был отправлен на фронт в составе 10-й танковой дивизии СС «Фрундсберг».
В 1945 году на немецко-чешской границе попал в советский плен, из которого ему удалось сбежать. Майер нашел работу в качестве декоратора в фирме Роберта Бендига в Падерборне. В феврале 1964 года был помещён в следственный изолятор. 28 мая 1965 года земельным судом Кёльна за пособничество в убийстве 377 советских военнопленных был приговорён к одному с половиной году тюремного заключения. Время, проведённое в предварительном заключении, было засчитано, и оставшийся срок наказания стал условным.